# ダールグレン (駆逐艦)
|          |                                                     |
| 艦歴     |                                                     |
| 発注     |                                                     |
| 起工     | 1918年6月8日                                        |
| 進水     | 1918年11月20日                                      |
| 就役     | 1920年1月6日                                        |
| 退役     | 1945年12月14日                                      |
| その後   | 1946年6月17日に売却                                 |
| 除籍     | 1946年6月8日                                        |
| 性能諸元 |                                                     |
| 排水量   | 1,190トン                                           |
| 全長     | 314 ft 5 in (95.83 m)                               |
| 全幅     | 31 ft 9 in (9.68 m)                                 |
| 吃水     | 9 ft 4 in (2.84 m)                                  |
| 機関     | ギアード・タービン2軸推進、26,500 SHP (20 MW)       |
| 最大速   | 35 ノット (65 km/h)                                 |
| 航続距離 | 4,900 海里 (9,100 km)（15ノット時）                 |
| 乗員     | 士官、兵員111名                                     |
| 兵装     | 4インチ砲4門、3インチ砲3門、 21インチ魚雷発射管12基 |

ダールグレン (USS Dahlgren, DD-187/AG-91) は、アメリカ海軍の駆逐艦。クレムソン級駆逐艦の1隻。艦名は南北戦争期のジョン・A・ダールグレン海軍少将にちなむ。その名を持つ艦としては2隻目。

## 艦歴
ダールグレンは1918年6月8日にバージニア州ニューポート・ニューズのニューポート・ニューズ造船所で起工した。1918年11月20日にJ・ピアース（ダールグレン少将の娘）によって命名、進水し、1920年1月6日に艦長L・サーム中佐の指揮下就役する。
就役後は大西洋艦隊に合流、東海岸沿い、メキシコ水域、グアンタナモ湾、パナマ運河地帯で訓練および演習に従事した。1921年4月にバージニア州ノーフォークで行われた観艦式に参加し、同年夏にはバージニア州沖合で賠償ドイツ艦に対する爆撃テストに参加した。1922年6月30日、ダールグレンはペンシルベニア州フィラデルフィアで予備役に入った。
ダールグレンは1932年10月25日に再就役し、11月7日にノーフォークを出航、11月30日にカリフォルニア州サンディエゴに到着した。その後は西海岸沿いに作戦活動に従事し、1934年4月に艦隊演習のため大西洋に向かった。1935年1月にサンディエゴに帰還する。西海岸での同様の任務の後、1937年7月1日に再び東へ向かい、その途中沿岸警備隊の水上機の乗員を救助した。1937年7月21日にニューヨークに到着し、その後は1940年6月14日まで機関試験に従事した。
ダールグレンはノーフォークを出航し、ロードアイランド州ニューポートで哨戒および訓練を行う潜水艦の護衛を行った。1941年1月から4月1日までメリーランド州パタクセント・リバー基地において、対潜兵装試験に従事した。1941年の夏を通して可変ピッチスクリューの試験に従事するとともに、新造巡洋艦の公試中の護衛任務もこなした。1942年1月4日、ダールグレンはフロリダ州キーウェストに到着、メキシコ湾で作戦活動を行う戦艦ワシントン (USS Washington, BB-56) の護衛任務に従事した。ダールグレンは2月8日にニューヨークに戻り、短期間の沿岸哨戒に従事、3月24日にキーウェストに向けて出航し艦隊ソナー学校での任務に就き、哨戒を行った。この作戦行動中、1942年7月15日にペンシルベニア・サン (Pennsylvania Sun) の生存者57名、1943年7月19日にはK-74の生存者9名を救助した。
1945年1月11日、ダールグレンはサウスカロライナ州チャールストンに到着、潜水艦との訓練に従事する。3月1日にAG-91（雑役艦）に艦種変更され、メリーランド州ソロモンズの機雷戦テストステーションでの任務に従事した。11月16日にフィラデルフィア海軍造船所に係留され、同地で12月14日に退役、1946年6月17日に売却された。